# Guillaume Suon
Guillaume Suon, né le 26 novembre 1982, est un réalisateur franco-cambodgien.

## Biographie
L'œuvre documentaire de Guillaume Suon porte sur l’histoire et la société contemporaine du Cambodge.
Formé par le cinéaste cinéaste et producteur cambodgien Rithy Panh, Guillaume Suon est diplômé de l'Atelier documentaire de la Fémis, lauréat du Berlinale Talent Campus, du Sundance Institute et de l'Académie IDFA.

## Filmographie
| Année | Film                                           | Genre        | Récompenses |
| ----- | ---------------------------------------------- | ------------ | --- |
| 2010  | About My Father                                | Documentaire | Runner Up aux AIBD World TV Awards 2011 Prix du jury au FEMI 2012 Prix spécial du jury au Festival Internacional de Cine Político (FICIP) 2013 |
| 2012  | Noces rouges                                   | Documentaire | Prix du meilleur moyen-métrage au Festival international du film documentaire d'Amsterdam (IDFA) 2012, Golden Award (compétition moyen-métrage) au Festival international du film documentaire d'Al Jazeera 2013, Prix du jury au Gdansk DocFilm Festival 2013 Prix spécial du jury au Human Rights Human Dignity International Film Festival (HRHDIFF) 2013 Prix du meilleur film d'Asie du Sud-est sur les droits de l'homme au FreedomFilmFest 2013 Mention spéciale du jury au Salaya International Documentary Film Festival 2014 |
| 2013  | Le Dernier Refuge                              | Documentaire | Prix Aung San Suu Kyi pour l'Asie du Sud-est au Human Rights Human Dignity International Film Festival (HRHDIFF) 2014 Prix du meilleur documentaire d’Asie du Sud-Est au Freedom Film Fest 2014 |
| 2014  | The Storm Makers : ceux qui amènent la tempête | Documentaire | Prix du meilleur film documentaire asiatique au Festival international du film de Busan (BIFF) 2014 Inspiration Award au Full Frame Documentary Film Festival 2015 Prix “Fenêtre sur le monde” du meilleur long-métrage au Festival du Cinéma Africain, d’Asie et d’Amérique Latine de Milan 2015 Mention spéciale du jury au Salaya International Documentary Film Festival 2015 |
| 2019  | Le Goût du secret                              | Documentaire | http://www.allocine.fr/film/fichefilm_gen_cfilm=279968.html |